# Седиментогенеза
Седиментогенезата е етап от литогенезата, обхващащ естествените процеса на транспорт на кластични материали, навлизането и натрупването им в крайните точки и окончателното им утаяване.
След изветряне и разрушаване образуваният утаечен материал в повечето случаи не остава на мястото си. Под въздействието на външни сили се движи и се натрупва в ниските точки на релефа по сушата или на дъното на водоеми. Транспортирането му се извършва във водна, въздушна или твърда (ледникова) среда. Решаваща роля във всички тези случаи играе гравитацията. В процеса на прехвърляне кластичният материал се смачква, смила и намалява по размер. Големите фрагменти бързо се разсипват около източника, а по-дребните се пренасят на различни разстояния. Утаечният материал, намиращ се в състояние на нестабилно равновесие, и при взаимодействие с околната среда, както и с участието на живи организми, може да се превърне в утайка.

## История
В продължение на години различни учени приемат различно значение за седиментогенезата. Някои разглеждат преноса и утаяването като единен процес, други ги разделят, доказвайки, че транспортът е независим етап, който носи голяма геоложка информация. Водят се спорове дали транспортирането на материали е самостоятелен процес, или трябва да се включи към седиментогенезата.
През 1960 г. академик Николай Страхов определя седиментогенезата като първи стадий от литогенезата и я разделя на три етапа – мобилизация на веществата в изветрителната кора, пренос и утаяване на материала във водосборните зони, утаяване в крайните водоеми.

## Стадии на седиментогенезата
Някои изследователи отделят хипергенезата като самостоятелен етап от развитието на литогенезата, при който скалите се разрушават, раздробяват, изменят и образуват изходните вещества на утайките. При този случай седиментогенезата се извършва на два етапа – мотогенеза (пренасяне на материалите) и седиментация (отлагане на утайки). Други я разглеждат като първи стадий от седиментогенезата и тогава се приема, че седиментогенезата се извършва в три етапа – хипергенеза, мотогенеза и седиментация.
Транспортирането става по гравитачен път, от течащите води, вятър, ледници и доста по-рядко от дейността на организми. Осъществява се по механичен път или под формата на истински (молекулно или йонно дисперсни системи) и колоидни разтвори. Утаяването се извършва по механичен, химичен, физикохимичен и химично-биогенен път.

### Мотогенеза
Мотогенезата се изразява в отмиване, пренасянето и сортирането на разрушените и разтрошени при хипергенезата материали. Това явление се установява най-добре по време на транспортирането им от реките. В континентални условия и висока географска ширина материалите за утаяване се пренасят от леда, гравитацията и водата по периферията на ледниците. Степента на насищане на леда с кластичен материал е неравномерна и в разпределението му по разреза на ледника съществува известна зоналност. В основното тяло той е концентриран в доста ограничения като дебелина долен слой.
Според руския специалист по морска седиментология академик Андрей Лисицин, всяка година световните океани получават от континентите 27 милиарда тона утайки. От тях 84%, са теригенни (кластични) и глинести, 9%, - вулканични, 7%, - биогенни и 0,02% космогенни. От тези 84% пренос на кластичен материал, на речния отток се падат 70%, на еолово снабдяване и от ледници по 6% от всеки, и от крайбрежна абразия – 2%.
Характерна за разпространението на утаечните материали е зоналността на нейното пренасяне от континентите до океаните. Екваториалната влажна зона на сушата доставя 76% от общия твърд отток, умерените влажни зони – 12%, двете аридни (сухи) и двете ледени зони на сушата също предоставят 12% от общото количество утайки.
В океаните се наблюдава значително еоловото снабдяване с кластичен материал. Източник са пустините, които заемат големи площи от сушата. Центрове за образуване на пясъчни бури и довяване на материали в океаните са Сахара, Намиб, Калахари, Гоби и други пустини. Така че основният източник представлява почти непрекъснат пояс от пустини, простиращ се на 11 000 км от Северна Африка до Източна Азия. Общото количество еолов материал, който постъпва ежегодно в океаните, се изчислява на 2 милиарда тона. Еоловият материал, идващ от сушата почти изцяло попада в аридните зони на океана. В дънните седименти на този пояс съдържанието на еолов материал достига 50 – 60%.
В състава на еоловата суспензия влизат следните компоненти:
- Минерални вещества – Представени са от агрегати и зърна с размер 2 – 10 микрона, рядко до 50 микрона, както и голям брой частици със субмикронни размери. Преобладава пелитовата фракция – до 85% и алевритова – до 15%. Минералният състав е кварц – 31 – 70%, фелдшпат – от дребни следи до 21%. Съотношението между кварц и фелдшпат е повече от 2, което е характерно за изветрителната кора в екваториалната зона. Глинестите минерали са около 47% и са доминирани от каолинит и хлорит. Следват илит – до 10%, палигорскит – до 2% и монтморилонит – много рядко и в малки количества. Глинените агрегати и кластичните минерали са покрити с кори от железни хидроксиди. Съдържанието на минерални частици и техният размер намаляват с навлизането в открития океан.[3]
- Биогенни компоненти – Представени са от растителен детрит под формата на влакна с размер 20 – 200 микрона, спори и цветен прашец. В повечето случаи се открива аморфен силициев диоксид в различни количества – остатъци от диатомеи. Съдържанието на биогенни вещества се увеличава с отдалечаването от брега и навлизането в открития океан.[3]
- Сажди и пепел – Това са субмикронните частици, свързани с продуктите от изгарянето на различни горива.[3]

Във водните басейни диференциацията на утаечния материал продължава. Органичните частици, циркулиращи в тях, се прикрепват към късовете от отпадъци, остатъци от растителен и животински произход, вулканични продукти от изригванията и материали с космически произход.
Мотогенезата протича в няколко етапа:
- Първи етап – Пренос на разрушените материали до окончателното им депониране.[3]
- Втори етап – Седиментният материал се отделя в утаечни басейни, където кластичният материал се сортира според едрината си – псефитов, псамитов, алевритов и пелитов.[3]
- Трети етап – Разделяне в пространството на трудно разтворимите съединения на алуминий, желязо и манган.[3]
- Четвърти етап – Разделяне и утаяване на лесно разтворимите съединения, което се извършва главно в басейните на сушата.[3]

### Седиментация
Седиментацията е последващ процес на разделяне на твърдите неразтворими материали от течността, в която са утаени, посредством отлагането им под въздействие на гравитацията.
Скоростта на утаяване зависи от масата, размера и формата на частиците, вискозитета и плътността на средата, както и от силата на гравитация, действаща върху частиците. В гравитационното поле се утаяват достатъчно големи частици, а за малките, невзаимодействащи си сферични частици, утаяващи се в ламинарен поток, скоростта на утаяване се изчислява по формулата на Стокс.
Утаяването в дисперсни системи с течна и особено газова дисперсионна среда често се съпровожда от разширяването на утаечните частици поради коагулация и/или коалесценция.
Седиментацията в природата може да протече по различни начини:
- Механичен – Утаечната материя се разделя по размер, форма и тегло. На сушата тази диференциация се изразява в обособяване на три зони – район с по-тежки, груби, кластични седименти, който е най-близо до областта на разрушаване, пясъци – в средната зона, и пелитни отлагания в най-отдалечените райони. В океаните грубият кластичен материал се разпространява в крайбрежната зона на плиткия шелф, дълбоководната част на шелфа и континенталният склон са покрити с тиня и алевро-пелитни утайки, а в долната му част и по дъното на океана са обособени само пелитни утайки.[3]
- Химичен – Утаяване и отделяне на разтворените материали. Химичното диференциране на утаечните материали представлява отлагане и отделяне на веществата от истинските разтвори. Реализира се чрез последователно утаяване от разтвори според тяхната разтворимост. Първо се отлагат трудно разтворимите, а последно – най-лесно разтворимите.[3]
- Физикохимичен – Образува се колоиден материал. Например желязото в морските и океански води присъства във вид на колоиди на хидроксиди и желязоорганични съединения. Последните са подложени на хидролиза и се образуват колоиди на железния хидроксид. Тяхната коагулация води до появата на гелни късове, които се отлагат на дъното.[3]
- Химично-биогенен (хемобиогенен) – Утаяване и диференциране на материалите поради активността на организми. В плитките води на крайбрежната зона съществуват множество дребни организми – бодлокожи, фораминифери, радиоларии, миди, стриди, червеи, водорасли и други. Техните черупки, раковини и други останки образуват органична материя, която се смесва с утайките. В зависимост от географската ширина в абисалните зони на океаните се получава зониране на детритите. В ниските и средни ширини се натрупват глобигеринови утайки, в тропическите зони – коколитови, във високите ширини – диатомови, а около екватора – радиолариеви.[3]

В резултат на седиментацията се образува рохкава, пореста утайка, която е напълно или частично наситена с вода и която, с течение на времето, постепенно се превръща в утаечна скала. Този следващ етап от литогенезата се нарича диагенеза.

## Утаечна интеграция
В допълнение към седиментационната диференциация, в природата се извършва утаечна интеграция – смесването на вещества, идващи от различни източници и имащи различен произход. Резултатът от диференцирането на утаяването е образуването на повече или по-малко еднороден слой, а от интеграцията – натрупване на смесени или хибридни утайки.